# Facundo Mallo
Facundo Mallo Blanco (Montevideo, 16 gennaio 1995) è un calciatore uruguaiano, difensore del Rosario Central.

## Carriera

### Club
Ha giocato nella prima divisione uruguaiana ed in quella rumena.

### Nazionale
Ha giocato nella nazionale uruguaiana Under-20.

## Palmarès

### Club

#### Competizioni nazionali
- Copa Uruguay: 1

Defensor Sporting: 2022
- Copa de la Liga Profesional: 1

Rosario Central: 2023